# Milo Đukanović
Milo Đukanović (en serbio, Мило Ђукановић; Nikšić, 15 de febrero de 1962) es un político montenegrino.  Miembro del Partido de los Socialistas Democráticos de Montenegro, ha ejercido varias veces el cargo de primer ministro de Montenegro, además del de presidente del país.

## Biografía
Nació el 15 de febrero de 1962 en Nikšić.

### Primer ministro de Montenegro
Miembro del Partido de los Socialistas Democráticos de Montenegro, Đukanović fue primer ministro de Montenegro entre el 15 de febrero de 1991 y el 5 de febrero de 1997, cuando asumió como presidente de Montenegro. El 26 de noviembre de 2002 volvió a asumir como primer ministro, siendo uno de los principales impulsores del referéndum que decidió la separación de su país de la federación que mantenía con Serbia, realizado en 2006.
Tras la independencia de su país, Đukanović se autoproclamó ministro de Defensa, lo que provocó las críticas de diversas organizaciones que consideraron la medida como anticonstitucional. Además, fue acusado de contrabando de tabaco hacia Italia. Finalmente, renunció a su cargo y propuso a Željko Šturanović como su sucesor, el que asumió el 10 de noviembre de 2006. Tras actuar brevemente como ministro de Defensa de forma temporal, volvió a asumir el cargo de primer ministro el 29 de febrero de 2008. Dimitió el 22 de diciembre de 2010.

#### Política económica
Su política económica se centra en el desarrollo del turismo y las privatizaciones. El astillero de Tivat, que fue el orgullo de la marina yugoslava, fue comprado por el multimillonario canadiense Peter Munk tras la independencia de Montenegro y convertido en un puerto deportivo para extranjeros ricos. La fundición de aluminio de Podgorica -la única industria importante del país- fue vendida en 2005 al empresario ruso Oleg Deripaska, que también se asoció con el banquero británico Jacob Rothschild y el oligarca francés Bernard Arnault en un proyecto para construir "un nuevo Mónaco" a orillas del Adriático. Gran parte de los antiguos terrenos militares se han vendido a inversores, entre ellos los hijos del presidente azerbaiyano Ilham Aliyev y el multimillonario egipcio Samih Sawiris, que están construyendo un complejo de lujo y residencias. Las redes criminales también han aprovechado el frenético desarrollo de las actividades turísticas y han invertido en proyectos de hoteles, casinos y parques de ocio. El Hotel Splendid, la más emblemática de estas construcciones, acogió las fastuosas bodas de los hijos del "padrino" más poderoso de Montenegro, Branislav Mićunović, en presencia de las élites del país.
Las privatizaciones han fomentado la corrupción y han enriquecido a los allegados al gobierno. Así, según Milka Tadić Mijović, presidenta del Centro de Investigación Periodística, "los de arriba se llevan la mayor parte de la corrupción. En los últimos treinta años, la mayoría de las empresas estatales han sido privatizadas de forma encubierta. Ðukanović y su familia se han convertido en las personas más ricas del país. Su hermano Aleksandar, que estaba en paro, controla el capital de la mayor entidad financiera de Montenegro, el Prva Banka. Su hermana Ana, que fue juez durante las privatizaciones, posee uno de los mayores bufetes de abogados. Un inversor extranjero que no quiera tener problemas hará bien en utilizar los servicios de esta empresa.
Esta política también ha contribuido a reforzar las disparidades regionales y las desigualdades sociales. La tasa de desempleo se eleva al 36,6 % en el norte del país, frente al 3,9 % en la región costera, mientras que una cuarta parte de la población vive por debajo del umbral de la pobreza (2018).En abril de 2023, Ðukanović renuncia a su cargo como presidente del DPS y deja el partido.

### Riqueza y evasión fiscal
Con una fortuna estimada en 11,5 millones de euros en 2010, fue clasificado por el periódico The Independent como el vigésimo ejecutivo más rico del mundo en 2010.
Su nombre fue mencionado en los Papeles de Pandora en octubre de 2021. Él y su hijo figuran como propietarios de fideicomisos en las Islas Vírgenes Británicas. Su hermana, Ana Kolarević, ya apareció en los Papeles de Panamá en 2016.